# 阮平 (1962年)
阮平（1962年6月—），男，中华人民共和国外交官，曾任中华人民共和国驻约翰内斯堡总领事和中华人民共和国驻奥克兰总领事。

## 生平
1984年，进入中华人民共和国外交部工作，先后在外交部条约法律司、驻芬兰大使馆、外交部领事司、驻珀斯总领事馆任职。2010年，任安徽省人民政府外事办公室副主任。2013年，任驻美国大使馆参赞兼总领事。2016年3月，出任中华人民共和国驻约翰内斯堡总领事。2019年6月，出任中华人民共和国驻奥克兰总领事。2022年9月，自驻奥克兰总领事离任。

## 家庭
已婚。妻子刘悦，任职海关总署，已退休。育有一子。